# هوارد كوكي
هوارد كوكي (بالإنجليزية: Howard Cooke)‏ هو سياسي جامايكي، ولد في 13 نوفمبر 1915 في جامايكا، وتوفي في 11 يوليو 2014 في نفس البلد. حزبياً، نشط في حزب العمال الجامايكي. وقد انتخب عضو مجلس نواب جامايكا وانتخب Governor-General of Jamaica ‏ (1 أغسطس 1991 – 15 فبراير 2006).